# Acolasis albidentina
Acolasis albidentina är en fjärilsart som beskrevs av William Schaus 1906. Acolasis albidentina ingår i släktet Acolasis och familjen nattflyn. Inga underarter finns listade i Catalogue of Life.